# Stridselefant

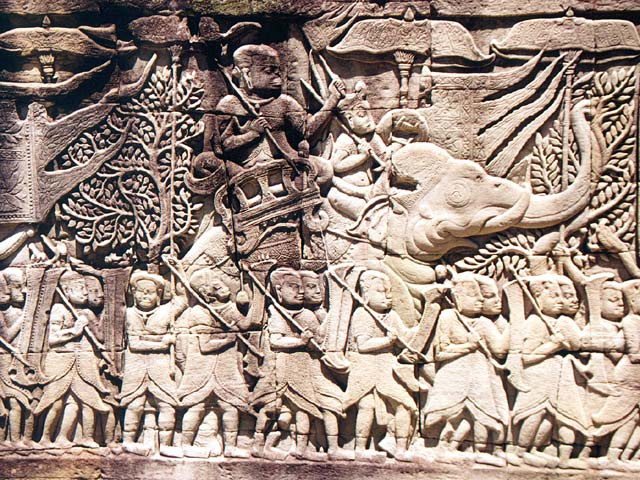
Stridselefant på en relief från Kambodja

Stridselefanter var elefanter som användes i stridande arméer. I Indien började man under den första halvan av det första årtusendet f.Kr. att fånga in, tämja och stridsträna elefanter. Bruket av krigselefanter spred sig sedan genom Sydostasien, in i Kina, genom Centralasien och Mellanöstern och nådde Nordafrika och även Europa vid 200-talet f.Kr.
På elefantens nacke satt föraren och på ryggen kunde upp till tolv krigare få plats. Deras beväpning i äldre tider var vanligen spjut, pilbågar och kastspjut, senare förekom musköter, eldkastare och små kanoner. Elefanten kläddes ibland i en rustning.
Krigselefanter tränades för att trampa ned motståndarna och slåss med betarna. De anstormande elefanterna spred skräck och förödelse i fiendens led och blotta åsynen av krigselefanter fick fiendearméer att fly i skräck. Dock kunde de skadas och dödas även med primitiva vapen och man kunde skrämma dem med eld eller oljud. Sårade elefanter kunde gripas av panik och kunde då trampa ned sina egna soldater i flykten
I Indien fanns härskare som hade tusentals krigselefanter fram till och med 1700-talet och i Europa användes sådana bland annat i puniska krigen och då kejsar Claudius kväsde ett uppror i Britannien 44 e.Kr.